# Enzo Sutera

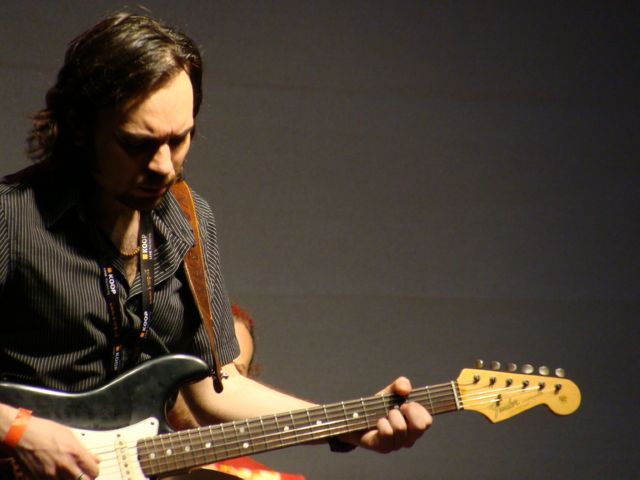
Enzo Sutera

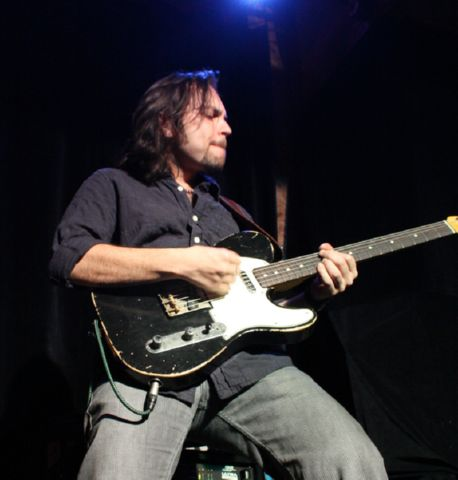
Enzo Sutera

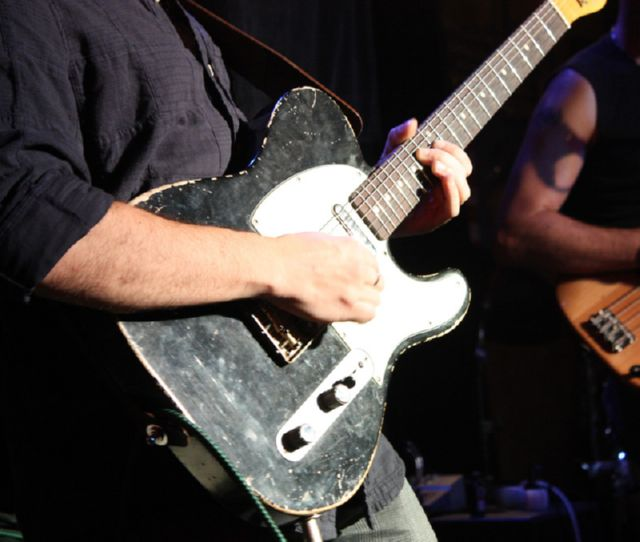
Nahaufnahme Gitarre

Enzo Sutera (* 8. November 1976 in Palermo, Sizilien) ist ein italienischer Gitarrist und Session-Musiker.

## Leben
Nach einem Elektronik-Studium wechselte Sutera 1995 an die CPM Music Academy in Mailand, wo er bei Donato Begotti, Nicoletta Caselli, Roberto Cipelli, Fabrizio Spadea und Roberto Gualdi studierte. Der bisherige auf Blues und Rock konzentrierte Stil wurde um Ideen aus dem zeitgenössischen Jazz erweitert.
2002 ging Sutera erstmals mit Pippo Pollina in Italien auf Tournee. 2003 folgte eine Tour mit Pollina und dem Palermo Acoustic Quartet durch Europa sowie ein Auftritt mit Gianna Nannini beim Tollwood-Festival in München. Mit der Band Carnascialia nahm er die CD „Déjà vu“ auf. 2004 tourte Sutera wieder mit Pollina und nahm mit ihm eine Live-DVD und die Studio-CD „Bar Casablanca“ auf, bei der er auch die Abmischung übernahm. In Mailand trat er mit dem Schweizer Liedermacher Linard Bardill auf. 2005 stand er neben einer weiteren Tournee mit Pollina mit der italienischen Band Il Parto delle Nuvole Pesanti auf der Bühne. In München und Imst trat Sutera 2006 mit Konstantin Wecker auf. Außerdem nahm er mit Pollina die CD „Racconti e Canzoni“ auf.
2007 tourte Sutera erneut mit Pollina, teilweise auch mit Konstantin Wecker, durch Europa und trat beim Rain Forest World Music Festival und dem Penang World Music Festival in Malaysia auf. Er war Studiomusiker bei Pollinas CD „Ultimo Volo“. Mit dem 2007 zusammen mit dem Schlagzeuger Toti Denaro und dem Bassisten Andi Kober gegründeten Enzo Sutera Trio spielte Sutera 2008 zusammen mit Compagnia Dei Folli im Grazer Congress. Außerdem stand er mit Leo Aberer und Klimmstein auf der Bühne und ging mit Chris Schermer ins Studio.
Das Bestreben, die volle Kontrolle über das eigene Equipment zu haben und die in der Ausbildung erworbenen Fähigkeiten im Feld der Elektrotechnik führten zu einem weitere Betätigungsfeld: Gitarren- und Verstärkermodifikationen, die von der Anpassung bis zur Projektion von Geräten und anderem Musikequipment reichen.

## Diskografie
- Carnascialia: Déjà vu - 2003
- Pippo Pollina: Bar Casablanca - 2004
- Pippo Pollina: Racconti e Canzoni - 2005
- Pippo Pollina: Ultimo Volo - 2007
- Al.Fa.: Sogni Insonni - 2008
- Compilation: Destinazione Italia - 2008
- Leo Aberer, Laith Al-Deen: Sweet Honey -2008
- Chris Schermer: Diamonds from Demons - 2009
- Leo Aberer: Sackgasse - 2009
- Klimmstein: C4C „Concert for Caritas“ - 2009
- Leo Aberer & Lia Weller: Swing Low - 2009
- Al.Fa: Rock4Life International Volume 23 - 2010
- Leo Aberer / Black Baracuda: Run - 2010
- Gennaro Di Vicino – Vite Parallele – 2010
- Leo Aberer – Wann Geda? – 2010
- Klimmstein & Joe Sumner – Paris Paris – 2010
- Leo Aberer – Ö3 Greatest Hits Vol.51 – 2010
- Leo Aberer / Patricia Kaiser – There Will Never Be Another You – 2011
- Klimmstein – Ö3 Greatest Hits Vol.53 – 2011
- Leo Aberer – Deine Blinkerl – 2011
- Klimmstein – Überflieger – 2011
- Klimmstein – Café Puls Sommer Hits ´11 – 2011
- Klimmstein – Überflieger – 2011
- Klimmstein / Leo Aberer – CC4C „Concert for Charity“ – 2011
- Shaggy / Leo Aberer – Football Is My Life – 2012
- AnneMarie Hoeller & Mario Berger – Novo Día – 2012
- Leo Aberer & Friends – Dark Clouds Falling – 2012
- Klimmstein – Austrian Music Box 12 / Pop und Rock – 2012
- Leo Aberer – Ego State L1114 – 2013
- Valerio Vaiarelli – U-Turn – 2013
- Leo Aberer & Marco Angelini – Goodbye – 2014
- Leo Aberer – So Slow – 2015
- Leo Aberer – Please Don´t Go – 2015
- Riko – Immer Wieder Geht Die Sonne Auf – 2015
- Leo Aberer – One More Night – 2016
- Leo Aberer & Frenkie Schinkels – I EM Austria – 2016
- Klööhn – Nachschlag – 2017
- Leo Aberer – Spring in die Sonne – 2017
- Vucciria – Tirabusció – 2017
- Nora Lisa – Over Now – 2017
- Angelika Doss – Hot Summerrain – 2017
- Toti Denaro – Insula – 2018
- Valerio Vaiarelli – Up & Up – 2018
- Purple Bluze – Without Any Doubt – 2018
- Leo Aberer feat. Fritz Jerey – Sorry – 2018
- Leo Aberer feat. Seroney – Mamacita – 2018
- Natalie Holzner – Ewig Uns – 2018
- Corinne Casey – Mein Zuhause – 2019
- Gerald Strasser – Music In My Head – 2021
- Leo Aberer – Playground – 2022

## Auftritte / Tourneen
| Jahr | Titel / Beteiligte                                                                            | Länder                           |  |
| ---- | --------------------------------------------------------------------------------------------- | -------------------------------- |  |
| 2007 | Pippo Pollina & Enzo Sutera „Lieder und Geschichten“                                          | Deutschland, Österreich, Schweiz |  |
| 2007 | Pippo Pollina, Serena Bandoli, Enzo Sutera „Racconti e Canzoni“                               | Italien, Schweiz                 |  |
| 2007 | Konstantin Wecker & Pippo Pollina „Una nuova realtà“ with Jo Barnikel & Enzo Sutera           | Deutschland, Österreich, Schweiz |  |
| 2007 | Vucciria                                                                                      | Österreich                       |  |
| 2007 | Pippo Pollina & Palermo Acoustic Quartet                                                      | Italien                          |  |
| 2007 | Tammorra „world music from Sicily“ (Rain Forest World Music Festival, Penang Festival)        | Malaysia                         |  |
| 2007 | Enzo Sutera Trio                                                                              | Österreich                       |  |
| 2007 | Pippo Pollina & Palermo Acoustic Quartet „L´Ultimo Volo“                                      | Italien                          |  |
| 2008 | Vucciria & Friends                                                                            | Österreich                       |  |
| 2008 | Enzo Sutera Trio                                                                              | Österreich                       |  |
| 2008 | Leo Aberer                                                                                    | Österreich                       |  |
| 2008 | Al.Fa                                                                                         | Österreich                       |  |
| 2008 | Salvo Meccio & Enzo Sutera                                                                    | Italien                          |  |
| 2008 | Klimmstein                                                                                    | Österreich                       |  |
| 2009 | Chris Schermer & Enzo Sutera                                                                  | Österreich                       |  |
| 2009 | Al.Fa                                                                                         | Österreich                       |  |
| 2009 | Peppe Perna & Enzo Sutera                                                                     | Österreich                       |  |
| 2009 | Klimmstein, Sautrock Festival, Thal / Graz                                                    | Österreich                       |  |
| 2009 | Leo Aberer                                                                                    | Deutschland, Österreich          |  |
| 2009 | Polizei                                                                                       | Österreich                       |  |
| 2009 | Maria Rerych                                                                                  | Schweiz, Österreich              |  |
| 2010 | Essenza                                                                                       | Österreich                       |  |
| 2010 | Casanova Ball, Grazer Kongress                                                                | Österreich                       |  |
| 2010 | Al.Fa                                                                                         | Österreich                       |  |
| 2010 | Polizei                                                                                       | Österreich                       |  |
| 2010 | Maria Rerych                                                                                  | Österreich                       |  |
| 2010 | Klimmstein, Kulturmue "Mundart Festival"                                                      | Österreich                       |  |
| 2010 | Leo Aberer                                                                                    | Österreich                       |  |
| 2010 | Essenza                                                                                       | Österreich                       |  |
| 2010 | Klimmstein                                                                                    | Deutschland, Österreich          |  |
| 2011 | Klimmstein, Eurovision Songcontest Vorentscheid (ORF Zentrum)                                 | Österreich                       |  |
| 2011 | Werner Posekany                                                                               | Österreich                       |  |
| 2011 | Essenza, Grazer Frühjahrsmesse                                                                | Österreich                       |  |
| 2011 | Leo Aberer, RaiDue "Top Of The Pops"                                                          | Italien                          |  |
| 2011 | Vucciria, Vordernberg Folk Festival                                                           | Österreich                       |  |
| 2011 | Leo Aberer, Uferlos Festival                                                                  | Österreich                       |  |
| 2011 | Klimmstein, Red Bull Brandwagen, One Life Festival, See Rock Festival, List Halle "CC4C" ,... | Österreich                       |  |
| 2011 | Leo Aberer                                                                                    | Österreich                       |  |
| 2012 | Leo Aberer                                                                                    | Österreich, Ungarn               |  |
| 2012 | Dreieck                                                                                       | Österreich                       |  |
| 2012 | Al.Fa                                                                                         | Österreich                       |  |
| 2013 | Casanova Ball, Grazer Kongress                                                                | Österreich                       |  |
| 2013 | Leo Aberer                                                                                    | Österreich                       |  |
| 2013 | Take Seven                                                                                    | Österreich                       |  |
| 2013 | Annemarie König & Band                                                                        | Österreich                       |  |
| 2014 | Take Seven                                                                                    | Österreich                       |  |
| 2014 | Leo Aberer                                                                                    | Österreich                       |  |
| 2014 | Al.Fa                                                                                         | Österreich                       |  |
| 2014 | Purple Bluze                                                                                  | Österreich                       |  |
| 2014 | Volxpop                                                                                       | Österreich                       |  |
| 2015 | Volxpop                                                                                       | Österreich                       |  |
| 2015 | Purple Bluze                                                                                  | Österreich                       |  |
| 2015 | Rockledge                                                                                     | Österreich                       |  |
| 2015 | Essenza                                                                                       | Österreich                       |  |
| 2015 | Take Seven                                                                                    | Österreich                       |  |
| 2015 | Wild Things                                                                                   | Österreich                       |  |
| 2015 | Leo Aberer                                                                                    | Österreich                       |  |
| 2016 | Take Seven                                                                                    | Österreich                       |  |
| 2016 | Casanova Ball, Grazer Kongress                                                                | Österreich                       |  |
| 2016 | Casanova Brunch, Grazer Kongress                                                              | Österreich                       |  |
| 2016 | Klööhn                                                                                        | Österreich                       |  |
| 2016 | Bauamtsfest                                                                                   | Österreich                       |  |
| 2016 | Leo Aberer                                                                                    | Österreich                       |  |
| 2016 | Essenza                                                                                       | Österreich                       |  |
| 2017 | Casanova Ball, Grazer Kongress                                                                | Österreich                       |  |
| 2017 | AnneMarie Hoeller                                                                             | Österreich                       |  |
| 2017 | Wild Things                                                                                   | Österreich                       |  |
| 2017 | Essenza                                                                                       | Österreich                       |  |
| 2017 | Tower of Pisa                                                                                 | Österreich                       |  |
| 2017 | Leo Aberer                                                                                    | Österreich                       |  |
| 2018 | Take7                                                                                         | Österreich                       |  |
| 2018 | Casanova Ball, Grazer Kongress                                                                | Österreich                       |  |
| 2018 | Toti Denaro Quartet                                                                           | Österreich                       |  |
| 2018 | Perna-Sutera-Ravenni                                                                          | Österreich                       |  |
| 2018 | Montreux                                                                                      | Österreich                       |  |
| 2018 | Essenza                                                                                       | Österreich                       |  |
| 2019 | Take7                                                                                         | Österreich                       |  |
| 2019 | Montreux                                                                                      | Österreich                       |  |
| 2019 | Vucciria                                                                                      | Deutschland                      |  |
| 2019 | Leo Aberer                                                                                    | Österreich                       |  |
| 2019 | Walter/Sutera/Denaro/Fiorilli                                                                 | Österreich                       |  |
| 2019 | TKOQ                                                                                          | Österreich                       |  |
| 2020 | Take7                                                                                         | Österreich                       |  |
| 2020 | TKOQ                                                                                          | Deutschland, Österreich          |  |
| 2020 | Leo Aberer, Donauinselfest                                                                    | Österreich                       |  |
| 2021 | The Spirit Of Freddie Mercury                                                                 | Deutschland, Schweiz             |  |
| 2022 | Take7                                                                                         | Österreich                       |  |
| 2022 | Leo Aberer                                                                                    | Österreich                       |  |
| 2022 | Banda Italiana                                                                                | Österreich                       |  |
| 2023 | Take7                                                                                         | Österreich                       |  |
| 2023 | Leo Aberer                                                                                    | Österreich                       |  |
| 2023 | Banda Italiana                                                                                | Österreich                       |  |
| 2023 | The Rockmachines, Freddie Celebration Days                                                    | Schweiz                          |  |

## Workshops
- „Lutes and Guitars“ Workshop, Sarawak, Borneo (Malaysia) – Rain Forest World Music Festival - 2007
- „Sutera / Vaiarelli“, The Guitar School, Graz  - 2013
- „Chitarra“, Musikschulwerk Eisenstadt - 2018
- „Chitarra“, Musikschulwerk Eisenstadt - 2019
- „Chitarra“, Musikschulwerk Oberschützen - 2022